# 福島県道210号喜多方停車場線
福島県道210号喜多方停車場線（ふくしまけんどう210ごう きたかたていしゃじょうせん）は、福島県喜多方市にある一般県道である。

## 路線概要
- 起点：喜多方市町田（JR磐越西線 喜多方駅前）
- 終点：喜多方市関柴町上高額字新堀
- 総延長：1.999 km[1]
  - 実延長：1.962 km
- 路線認定年月日：1959年8月31日[2]

喜多方駅と北方の福島県道16号喜多方西会津線とを結び、更に東方の国道121号と連絡する路線である。

## 通過する自治体
- 喜多方市

## 交差する道路
- 福島県道16号喜多方西会津線（七百苅）
- 福島県道21号喜多方会津坂下線（ふれあい通り）（一本木上）
- 国道121号・福島県道337号喜多方河東線（関柴町上高額字新堀 終点）

## 沿線
- JR磐越西線 喜多方駅
- 福島県警察 喜多方警察署
- 喜多方市立図書館
- 喜多方市立喜多方第二小学校